# 96 (getal)
96 (zesennegentig) is het natuurlijke getal volgend op 95 en voorafgaand aan 97.
In de Franse taal (vooral in Frankrijk) is het getal 96 samengesteld uit meerdere telwoorden: quatre-vingt-seize (4 × 20 + 16). Andere Franstaligen, zoals de Belgen en de Zwitsers, gebruiken: nonante-six.

## In de wiskunde
- Zesennegentig is een achthoeksgetal.
- 96 is een overvloedig getal
- 96 is een onaanraakbaar getal.

## In de natuurwetenschappen
- Het scheikundig element met atoomnummer 96 is Curium (Cm)
- De E96-reeks bevat 96 waarden per decade

## Overig
96 is ook:
- Het aantal doden bij de Hillsboroughramp. Als men het over deze slachtoffers heeft, spreekt men ook wel over 'de 96'.
- Het jaar A.D. 96, 1696, 1796, 1896 en 1996.